# S/S Meteor
S/S Meteor var ett norskt kryssningsfartyg som byggdes 1904 på
Blohm + Voss i Hamburg åt Hamburger-Amerikanische Paketvart A/G för turistresor till Norge och  
avgick på sin jungfruresa den 3 juni 1904.
Under sommarperioderna kryssade hon längs Norges kust samt till Spetsbergen och på vintern i Medelhavet. Under första världskriget rekvirerades hon av Kejserliga marinen som  använde henne som förläggning vid örlogsskolan i Eckernförde.
Efter kriget övertogs hon av Det Bergenske Dampskibsselskab som 1935 lät bygga om henne vid ett varv i Laksevåg. Hon fick större däck och nya hytter med varmt och kallt vatten och en damsalong. Dessutom  uppgraderades ångmaskiner och propellrar.
I början av 1940 gick hon i konvoj mellan Norge och Storbritannien tills hon beslagtogs av tyskarna i april 1940. De lät riva ut det mesta av inredningen och bygga om henne till ett sjukhusfartyg med öppna sjuksalar. År 1942 döptes hon om till Rostock och senare till Meteor II. Hon tjänstgjorde  i Östersjön under andra världskriget med rödakorsmärkning och tysk flagg. Mot slutet av kriget transporterade hon, i strid mot gällande regler, även beväpnade trupper.
Den 9 mars 1945 sänktes Meteor vid kaj under ett flyganfall på Pillau. Tjugofyra personer, varv fyra i den norska besättningen, dödades.